# Alseodaphne rhododendropsis
Alseodaphne rhododendropsis är en lagerväxtart som beskrevs av Kostermans. Alseodaphne rhododendropsis ingår i släktet Alseodaphne och familjen lagerväxter. Inga underarter finns listade i Catalogue of Life.